# Połągiew
Połągiew est une localité polonaise de la gmina de Brody, située dans le powiat de Starachowice en voïvodie de Sainte-Croix.